# Цистеїнові протеази
Цистеїнові, або тіолові протеази (КФ 3.4.22) — група ферментів протеаз, що поширені в евкаріотів та прокаріотів. Виділяють близько 20 родин цистеїнових протеаз. Характерною для активного центру цих протеаз є наявність залишків амінокислот цистеїну, гістидину та аспарагіну. Залишок гістидину діє як донор протона та підвищує нуклеофільність залишку цистеїну. Цистеїн зв'язується з вуглецем у пептидному зв'язку, утворюючи тіоестерну проміжну сполуку, що призводить до вивільнення аміногрупи.
Кофакторами тіолових протеаз часто є цистеїн, молекула синильної кислоти. Ці ферменти зазвичай працюють при нейтральному pH, але лізосомні протеази вимагають закислення середовища. Цистеїнові протеази синтезуються в вигляді проферментів, де один з доменів білку блокує активний центр ферменту й не дає йому руйнувати інші білки. Для появи протеолітичної активності цей блокувальний домен має відщепитися і відкрити активний центр.
Уперше цистеїнова протеаза була виділена 1937 року з папаї та названа папаїн. Найбільшою родиною цистеїнових протеаз є катепсини. У людини наявно 11 генів катепсинів.
Цистеїнові протеази малярійного плазмодія фальципаїни є перспективними мішенями для протималярійних ліків.